# المنطقة الاقتصادية الخالصة لمصر
المنطقة الاقتصادية الخالصة لمصر

## النزاعات

### تركيا
اعتبر وزير العدل التركي أن ترسيم الحدود بين مصر واليونان مخالف للقانون الدولي، بينما اعتبره الرئيس التركي ووزير الخارجية مولود جاويش أوغلو أن الاتفاق «في حكم العدم».

## اتفاق ترسيم المنطقة
في 06 أغسطس 2020، وقعت اليونان اتفاقية مع مصر تحدد المنطقة الاقتصادية الخالصة في شرق البحر المتوسط بين البلدين، وقال وزير الخارجية المصري سامح شكري بأن هذا الاتفاق «يتيح هذا الاتفاق لكل من البلدين المضي قدما في تعظيم الاستفادة من الثروات المتاحة في المنطقة الاقتصادية الخالصة، خاصة احتياطات النفط والغاز الواعدة».